# Marcel Moine
Marcel Moine, né le 11 février 1894 à Orléans et mort le 2 juillet 1985 à Toulouse, est un ingénieur aéronautique français.

## Biographie
Il effectue sa formation d'ingénieur à l’École des Arts & Métiers d’Angers de 1910 à 1914. Il est recruté en décembre 1917 par l'industriel toulousain Pierre-Georges Latécoère, pour la remise en état des avions rachetés à l’État français et en faire les premiers longs-courriers d'une nouvelle ligne postale reliant la France à l'Amérique latine. Moine s'imposa bientôt, avec Émile Dewoitine, comme l'un des deux adjoints du patron de la compagnie, en concevant les avions et hydravions Laté. Directeur technique de l’entreprise après 1943, il ne prend sa retraite qu'en 1975.